# تشارلز بارثولوميو
تشارلز ليويس بارثولوميو (بالإنجليزية: Charles Lewis Bartholomew؛ 10 فبراير 1869 – 15 فبراير 1949)، المعروف باسم بارت (Bart)، كان رسام كاريكاتير أمريكيًا بارزًا، اشتهر برسمه لرسومات يومية نُشرت في صحيفة Minneapolis Journal، حيث أصبح من أوائل الرسامين الصحفيين الذين أسهموا في تشكيل الرأي العام من خلال الكاريكاتير التحريري.

## الحياة والمسيرة
وُلد بارثولوميو في ولاية أوهايو بالولايات المتحدة، وبدأ حياته المهنية كفنان صحفي خلال تسعينيات القرن التاسع عشر. التحق لاحقًا بصحيفة Minneapolis Journal، حيث رسم كاريكاتيرات يومية تناولت القضايا السياسية والاجتماعية والثقافية في تلك الحقبة.
تميّزت رسوماته بطابعها النقدي الحاد، مع لمسة ساخرة وذكية، ما أكسبه شهرة واسعة في جميع أنحاء مينيسوتا وخارجها. وقد اعتُبر من أبرز الأصوات الصحفية التي استُعين بها في الحملات السياسية والإصلاحية في مطلع القرن العشرين.

## الإرث والتأثير
ترك بارت إرثًا مهمًا في مجال الكاريكاتير السياسي الأمريكي، وكان من أوائل الفنانين الذين استخدموا الرسوم في الصحف اليومية لتوصيل رسائل نقدية مباشرة. لا تزال بعض أعماله محفوظة في أرشيف متحف Minnesota Historical Society.

## الأسلوب الفني والتقدير المهني
تميّز تشارلز ليويس بارثولوميو بأسلوب كاريكاتيري واضح الخطوط، يجمع بين السخرية السياسية والرمزية البصرية المباشرة، ما جعله واحدًا من أوائل من وضعوا قواعد التعبير النقدي من خلال الرسم في الصحافة الأمريكية. استخدم بارت شخصيات رمزية، مثل "العم سام" و"جون المواطن"، لتجسيد السياسات الحكومية والقضايا الاجتماعية، وغالبًا ما كانت رسوماته تُطبع في الصفحة الأولى، ما يعكس تأثيره الجماهيري.
حصل بارت خلال حياته على عدة جوائز محلية من جمعيات الصحفيين والرسامين في ولاية مينيسوتا، كما تم تكريمه بعد وفاته بإدراجه في أرشيف أبرز فناني الكاريكاتير الأمريكيين. وعلى الرغم من أنه لم يحصل على جوائز وطنية كبرى، فقد اعتُبر أحد الأسماء المؤسسة لتقليد الكاريكاتير التحريري في الصحافة اليومية.

## الوفاة
توفي تشارلز ليويس بارثولوميو في 15 فبراير 1949، بعد مسيرة فنية امتدت لأكثر من خمسين عامًا في الصحافة الأمريكية.